# Balkaři

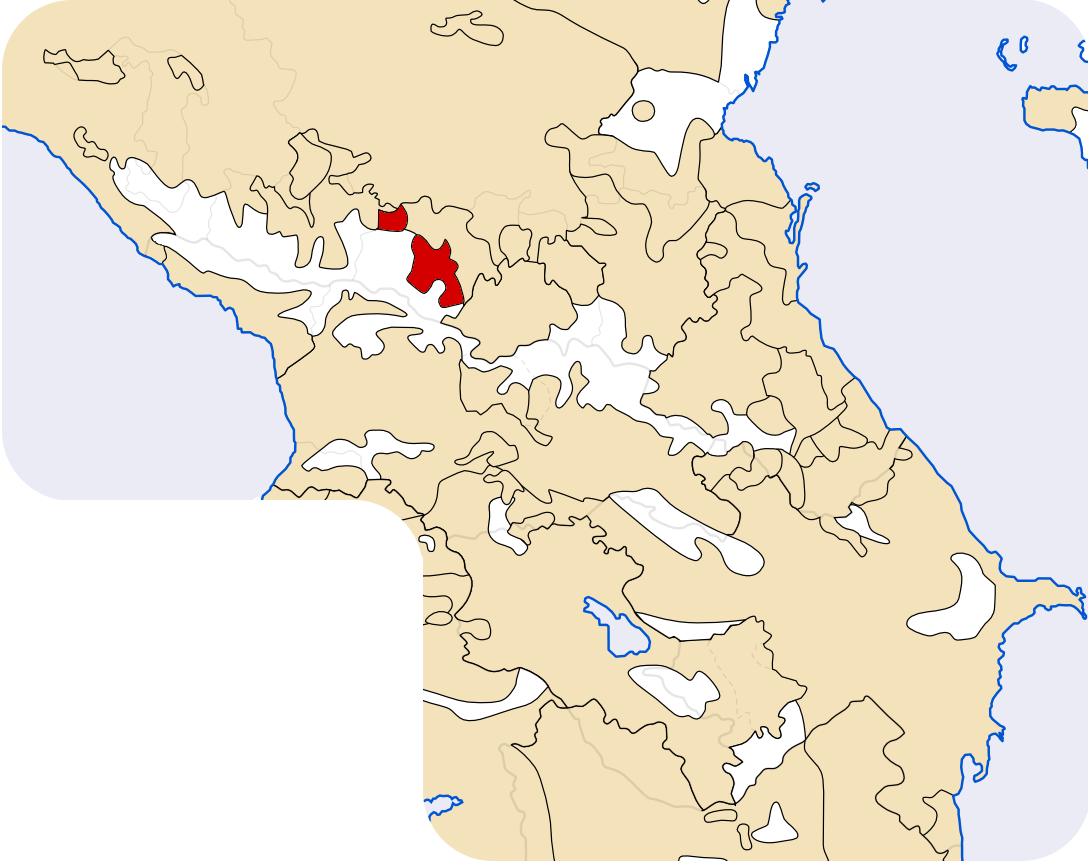
Červenou barvou vyznačena oblast obývaná Balkary

Balkaři, též Balkarci (karačajsko-balkarsky mалкарлыла nebo таулула, таулу → „horal“), jsou turkický národ žijící převážně v Kabardsko-Balkarské republice Ruské federace na severním Kavkazu. Menší komunity žijí též v Arménií, Ázerbájdžánu, Kazachstánu, Kyrgyzstánu, USA a Uzbekistánu.
Na počátku 21. století bylo evidováno zhruba 100 000 příslušníků balkarského národa, přičemž z tohoto počtu asi 80 000 žilo na historickém území Kabardsko-Balkarska. Balkarština obsahuje tyto dialekty: Balkar, Karačaj-Baksan-Čegem. Balkaři vyznávají sunnitský islám.
Na území obývaném Balkary se nachází hora Elbrus, která je vyobrazena i na jejich vlajce.
Jsou spolu se svými nejbližšími příbuznými Karačaji pokládáni za potomky Protobulharů, kteří uprchli do hor před mongolským vpádem. V roce 1944 byli Balkaři zařazeni mezi kolaborantské národy a násilně deportováni do střední Asie. Návrat jim povolil až v roce 1957 Nikita Sergejevič Chruščov.

## Významní Balkaři
- Chadžimurat Akkajev, mistr světa ve vzpírání
- Timur Enejev, odborník na kosmonautiku
- Kjazim Mečiev, básník a filosof
- Abaj Šachanov, lékař a generál
- Mutaj Ulbašev, choreograf